# International Police Association

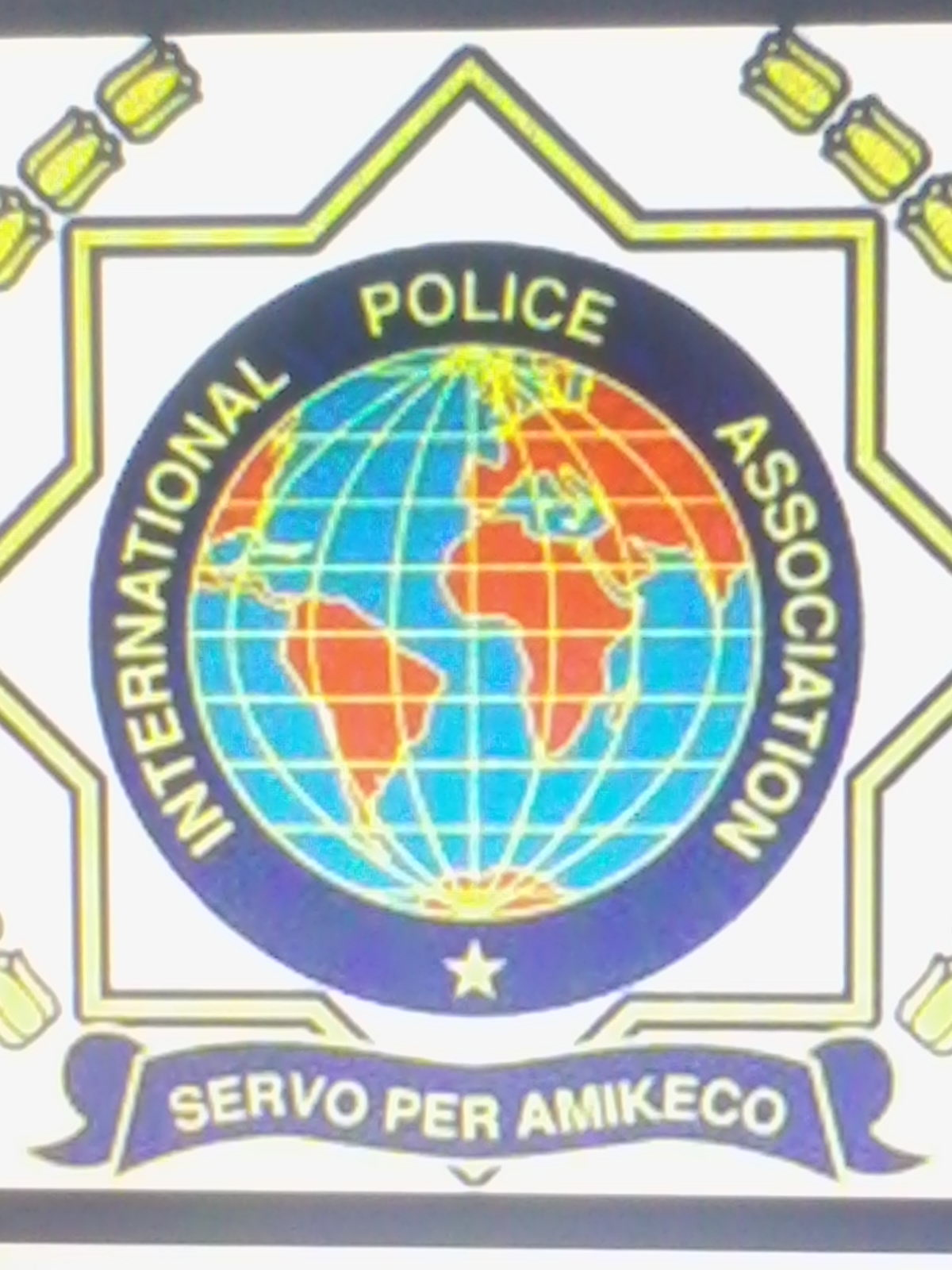
IPAs emblem.

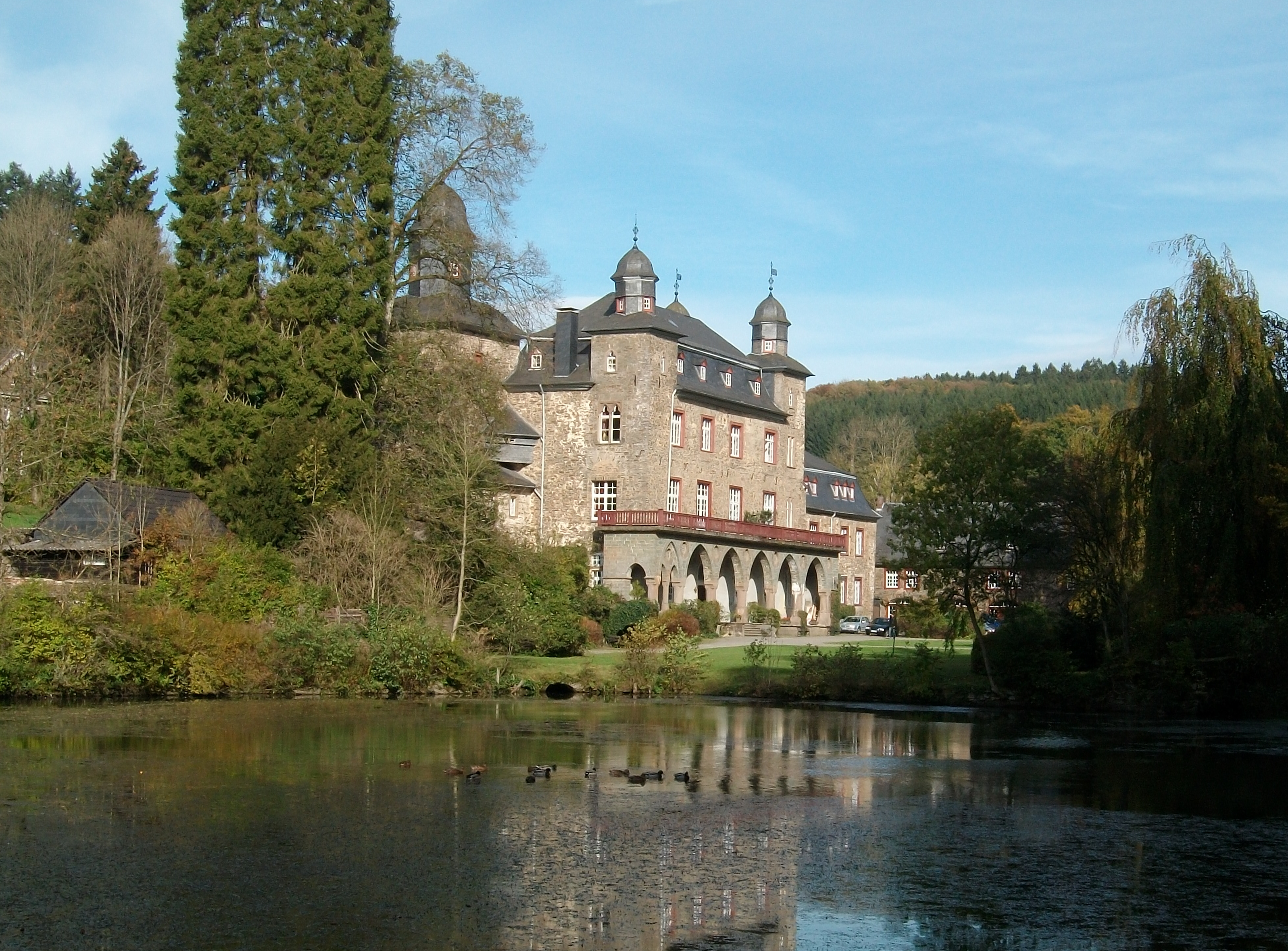
Schloss Gimborn.

International Police Association - IPA - är en internationell ideell vänskapsförening för polisanställda med säte i Nottingham, Storbritannien. Den grundades den 1 januari 1950 på initiativ av den brittiske polissergeanten Arthur Troop (1914-2000), 1955 hölls den första världskongressen (i Paris), 1969 inrättades ett utbildnings- och konferenscentrum på Schloss Gimborn (i Marienheide, Tyskland) och 1987 invigdes ett administrationscentrum i Nottingham. Föreningen, som har mottot Servo per Amikeco (esperanto för "tjänst genom vänskap"), har 65 anslutna nationella avdelningar och över 370 000 medlemmar globalt.
Den svenska avdelningen av IPA grundades 1958 och hade 5 300 medlemmar 2021, medan den finska avdelningen grundades 1959.
Föreningen skall inte blandas samman med den internationella fackföreningsorganisationen International Union of Police Associations - IUPA - (och ej heller med Interpol)..